# Katrin Seddig

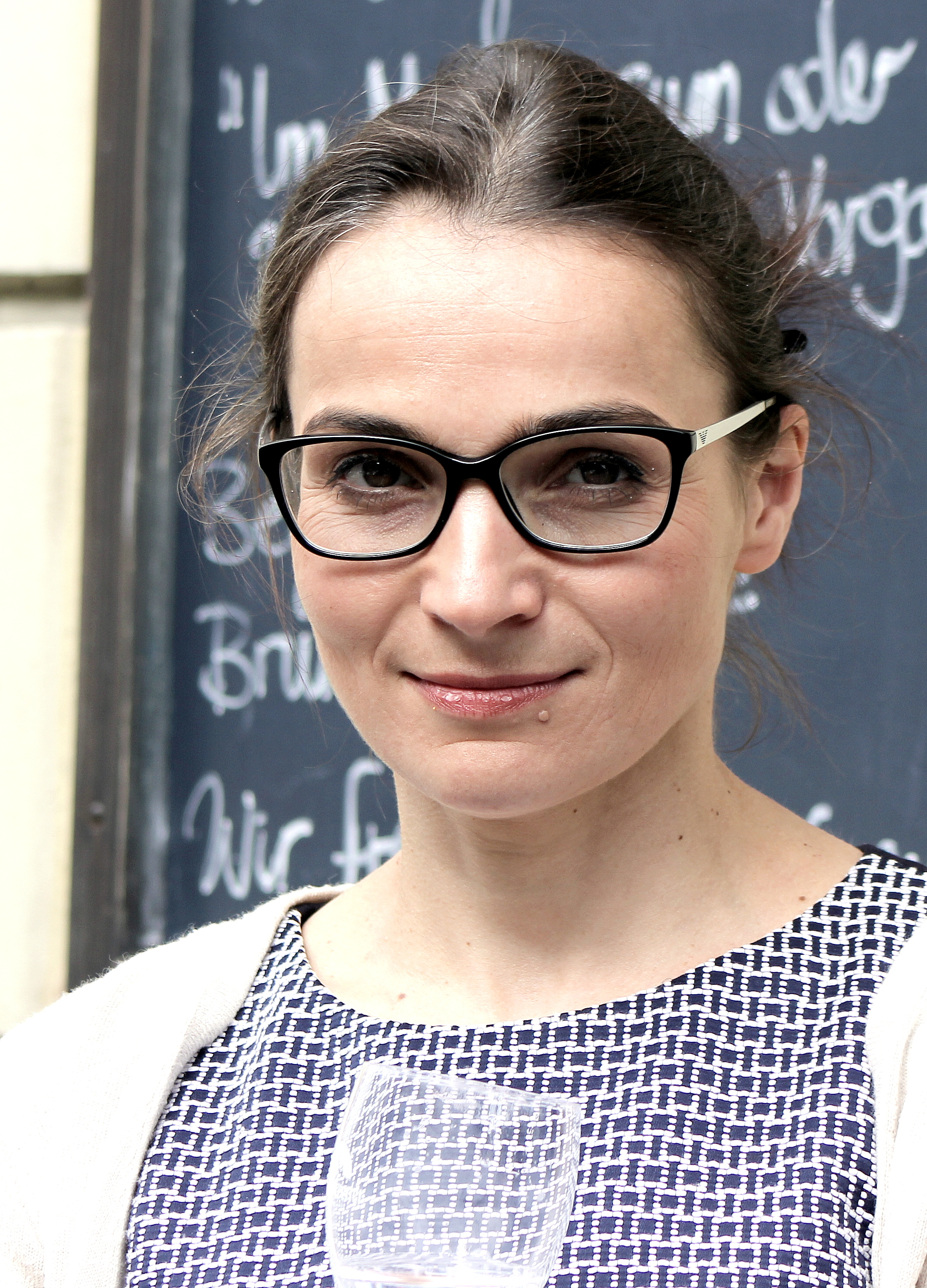
Katrin Seddig, LiteraturBrunch der Münchner BücherFrauen, 2015

Katrin Seddig (* 1969 in Strausberg, heute Brandenburg) ist eine deutsche Schriftstellerin.

## Leben
Seddig lebt seit 1994 in Hamburg. Sie studierte Landwirtschaft, Jura und Philosophie in Hamburg. Nach ihrem Philosophiestudium wurde sie Teil der deutschen Literaturszene. Sie ist Mutter und war viele Jahre alleinerziehend, was ihre Möglichkeiten in der frühen Karrierephase einschränkte, etwa bei der Bewerbung um Aufenthaltsstipendien. Seit 2013 schreibt sie Kolumnen für die taz und war bis 2022 Mitglied der Hamburger Lesebühne Liebe Für Alle.

## Wirken
Seddigs literarisches Schaffen zeichnet sich durch eine Auseinandersetzung mit menschlichen Schicksalen und sozialen Fragen aus. Sie veröffentlichte mehrere Romane, darunter Nadine (2023), in dem sie familiäre Konflikte und individuelle Krisen behandelt. Ihr Stil gilt als nüchtern und präzise, ihre Charaktere werden als lebensnah und vielschichtig beschrieben. Ihre Werke, darunter Sicherheitszone, widerspiegeln oftmals die politische und soziale Realität Hamburgs. Im Sommer 2023 nahm sie an einer Künstlerresidenz teil, um an ihrem Roman Eigentum zu arbeiten.

## Auszeichnungen und Ehrungen
- 2008: Förderpreis für Literatur der Freien und Hansestadt Hamburg[7]
- 2015: Förderpreis für Literatur der Freien und Hansestadt Hamburg[8]
- 2020: Hamburger Literaturpreise[9][10]
- 2020: Hubert-Fichte-Preis[11]

## Werke
- Von der Anstrengung des Lebens. eine Geschichte. 2. Auflage. Literatur-Quickie, Probsthayn & Gerlach, Hamburg 2010, ISBN 978-3-942212-00-7 (18 S.).
- Runterkommen. Roman. Rowohlt Verlag, Berlin 2010, ISBN 978-3-87134-671-2 (382 S.).
- Eheroman. Roman. Rowohlt Verlag, Berlin 2012, ISBN 978-3-87134-736-8 (448 S.).
- Eine Nacht und alles. Roman. Rowohlt Verlag, Berlin 2015, ISBN 978-3-87134-785-6 (432 S.).
- Das Dorf. Roman. Rowohlt Verlag, Berlin 2017, ISBN 978-3-7371-0029-8 (304 S.).
- Sicherheitszone. Roman. Rowohlt Verlag, Berlin 2020, ISBN 978-3-7371-0096-0 (464 S.).
- Gedanken zu Turnhallen. Literatur Quickie Verlag, Hamburg 2022.
- Nadine. Roman. Rowohlt Verlag, Berlin 2023, ISBN 978-3-7371-0174-5 (304 S.).